# Loug
Loug (soms: loeg; Oudgronings: Loghe; Oostfries: Loog) is het Groningse woord voor dorp. Feitelijk wordt met loug de kom van het dorp bedoeld; het is dus een totum pro parte. Het woord is verwant met het Latijnse locus, "plaats" en Oud Engels leah, "open veld".
In verschillende plaatsen komt men de naam tegen in de straatnaam, zoals in Spijk, Muntendam (zie ook Tusschenloegen) en het Drentse Anderen ('t Loeg), of als naam van een gedeelte van het dorp, zoals in Onstwedde. In Ten Boer bevindt zich nog een put met de naam: Lougsterput, de put voor het gehele dorp.
Een dorpsbewoner in het Gronings is een lougster.
De aanduiding komt ook terug in het achtervoegsel -lo in plaatsnamen als Baflo en Anloo, hoewel lo ook kan verwijzen naar woud, of moeras.

## Groot Loug
De stad Groningen heeft als bijnaam: Groot Loug. De inwoners van de hele provincie worden ook wel (zoals in het Gronings volkslied) Volk van Loug en Stad genoemd. Hierbij slaat "Stad" op de stad Groningen en "loug" op de Ommelanden, waar zich vrijwel alleen dorpen bevonden.